# Kaciaryna Barysiewicz
Kaciaryna Anatoljeuna Barysiewicz (biał. Кацярына Анатольеўна Барысевіч; ur. 2 kwietnia 1984 w Starych Dorohach) – białoruska dziennikarka. Została aresztowana w Mińsku w listopadzie 2020 roku za relację z okoliczności śmierci Ramana Bandarenki. Amnesty International uznała ją za więźnia sumienia.

## Życiorys
Kaciaryna Barysiewicz oprócz nauki w szkole podstawowej uczęszczała również do szkoły muzycznej, ucząc się w klasie akordeonu. W 2007 roku ukończyła dziennikarstwo radiowe i telewizyjne na Wydziale Dziennikarstwa Białoruskiego Uniwersytetu Państwowego. Chciała studiować na Mińskim Państwowym Uniwersytecie Lingwistycznym, ale jej matka zobaczyła ogłoszenie o międzynarodowym obozie językowym UNESCO organizowanym w Polsce. Barysiewicz zakwalifikowała się i po powrocie z obozu została poproszona o wywiad przez dziennikarza lokalnego radia. Po wywiadzie pochwalił on jej głos i zaprosił do współpracy. W jedenastej klasie Barysiewicz zaczęła pracować w radiu. Mama zachęciła ją również do udziału w konkursie Abiturijent żurnalistskogo fakultieta. Barysiewicz konkurs wygrała i została przyjęta na I rok studiów na Wydziale Dziennikarstwa. Na drugim roku studiów urodziła dziecko, wzięła urlop macierzyński i pracowała w różnych rozgłośniach radiowych, między innymi przez rok w Pierwszym Programie Białoruskiego Radia prowadząc program Siamiejnaje radyjo. Dla tych, chto doma. Po ukończeniu studiów dostała pracę w Europejskim Radiu dla Białorusi. Gdy w 2008 roku rozgłośnia radiowa została przeszukana, zdecydowano o przeprowadzce do Warszawy. Barysiewicz została w Mińsku podejmując pracę w białoruskim oddziale pisma Komsomolskaja prawda. W gazecie przepracowała 9 lat. W styczniu 2017 roku przeniosła się do informacyjno-usługowego portalu internetowego Tut.by.
10 grudnia 2020 roku za działalność na rzecz praw człowieka otrzymała tytuł Dziennikarza Roku. 9 kwietnia 2021 roku Kaciaryna razem z Darją Czulcową i Kaciaryną Andrejewą zostały laureatkami nagrody im. Alaksandra Lipaja „Honor dziennikarstwa”.
14 lipca 2021 roku została laureatką CPJ International Press Freedom Awards Komitetu Ochrony Dziennikarzy (CPJ). 12 sierpnia 2021 roku otrzymała Nagrodę im. Gerda Buceriusa dla Wolnej Prasy na Europę Wschodnią znana jako Free Media Award.

## Aresztowanie i proces
19 listopada 2020 roku Barysiewicz wyszła do sklepu i zniknęła. Jak się okazało została zatrzymana przez funkcjonariuszy. Do domu wróciła w towarzystwie milicji i po rewizji została aresztowana. Jej córka poinformowała, że przeszukano mieszkanie i zabrano laptop. Później okazało się, że Barysiewicz trafiła do aresztu śledczego KGB w Mińsku. Z informacji przekazanych przez portal Tut.by Barysiewicz przygotowywała reportaż o śmierci Ramana Bandarenki, zamordowanego kilka dni wcześniej. Prokuratura Generalna Białorusi postawiła lekarzowi – Arciomowi Sarokinowi zarzut ujawnienia tajemnicy lekarskiej, opierając się na informacji umieszczonej w artykule Barysiewicz, że we krwi Bondarenki nie było alkoholu. 24 listopada Amnesty International uznała Barysiewicz za więźnia sumienia. Tego samego dnia we wspólnym oświadczeniem dziesięć organizacji, między innymi: Centrum Obrony Praw Człowieka Wiasna, Białoruskie Stowarzyszenie Dziennikarzy, Białoruski Komitet Helsiński, uznały ją za więźnia politycznego. 27 listopada Barysiewicz została przeniesiona do więzienia w zamku Piszczałowskim. 9 grudnia sąd rejonowy w Mińsku odrzucił prośbę adwokata Barysiewicz, który domagał się zastosowania innej formy kary argumentując to faktem, że jest samotną matką. Rozprawa odbyła się za zamkniętymi drzwiami, a Barysiewicz nie mogła w niej uczestniczyć.
Na wniosek prokuratury sąd zdecydował o przeprowadzeniu głównego procesu za zamkniętymi drzwiami, pomimo sprzeciwu adwokatów Barysiewicz. Sala rozpraw była chroniona przez milicjantów i cywilnych funkcjonariuszy. Dziennikarze niezależnych mediów nie mogli uczestniczyć w pierwszej i ostatniej sesji, które były dostępne dla publiczności. Dział prasowy Sądu Najwyższego wytłumaczył ten fakt brakiem miejsc na sali oraz ograniczeniami związanymi z pandemią COVID-19. Udziału w rozprawie nie mogli wziąć również koledzy oskarżonego lekarza. Podczas procesu przesłuchano Alenę Bandarenkę, matkę Ramana, która została zobowiązana do zachowania tajemnicy i nie mogła poinformować mediów o przebiegu przesłuchania. Zeznania złożyli także lekarze z mińskiego szpitala pogotowia ratunkowego, których nazwiska widnieją w dokumentacji medycznej. 2 marca 2021 roku Sąd Okręgowy w Mińsku (sędzia – Swiatłana Bandarenka) ogłosiła wyrok. Kaciaryna Barysiewicz została uznana za winną podżegania do ujawnienia tajemnicy lekarskiej i skazana na 6 miesięcy więzienia oraz grzywnę w wysokości 2900 rubli. Winnym został również uznany doktor Arciom Sarokin. Za ujawnienie tajemnicy lekarskiej dziennikarzowi skazano go na 2 lata więzienia z zawieszeniem na 1 rok oraz grzywnę w wysokości 1450 rubli. Po ogłoszeniu wyroku zwolniono go z aresztu.
Apelacja od wyroku, która została rozpatrywana przez Sąd Miejski w Mińsku 20 kwietnia 2021 roku, była odrzucona.

### Reakcja na prześladowania
16 grudnia 2020 roku patronat nad więźniem politycznym objął poseł do Bundestagu Cem Özdemir.